# 이리여자고등학교
이리여자고등학교(裡里女子高等學校)는 대한민국 전북특별자치도 익산시 남중동에 있는 공립 고등학교이다.

## 학교 연혁
- 1924년 4월 10일 : 개교(이리공립고등여학교 4년제, 위치 현 중앙초등학교)
- 1933년 4월 1일 : 현재 위치에 새 교사 준공 이전
- 1946년 9월 1일 : 이리여자중학교로 개칭 (6년제)
- 1951년 8월 26일 : 중.고분리 - 이리여자중학교(3년제) 분리 독립, 이리여자고등학교(3년제)로 개칭
- 1975년 3월 1일 : 학급수 24학급 편성
- 1979년 3월 1일 : 산업체 특수학급 부설 (학년당 2학급)
- 2003년 2월 28일 : 산업체 부설학급 폐지
- 2006년 3월 1일 : 특수학급 1학급 인가 (총 25학급)
- 2022년 3월 1일 : 제26대 성선화 교장 부임
- 2024년 1월 31일 : 제97회 186명 졸업 (졸업생 총 24,789명)

## 참고 자료
- 이리여자고등학교 - 한국교육학술정보원 학교알리미